# Nordlichtkathedrale

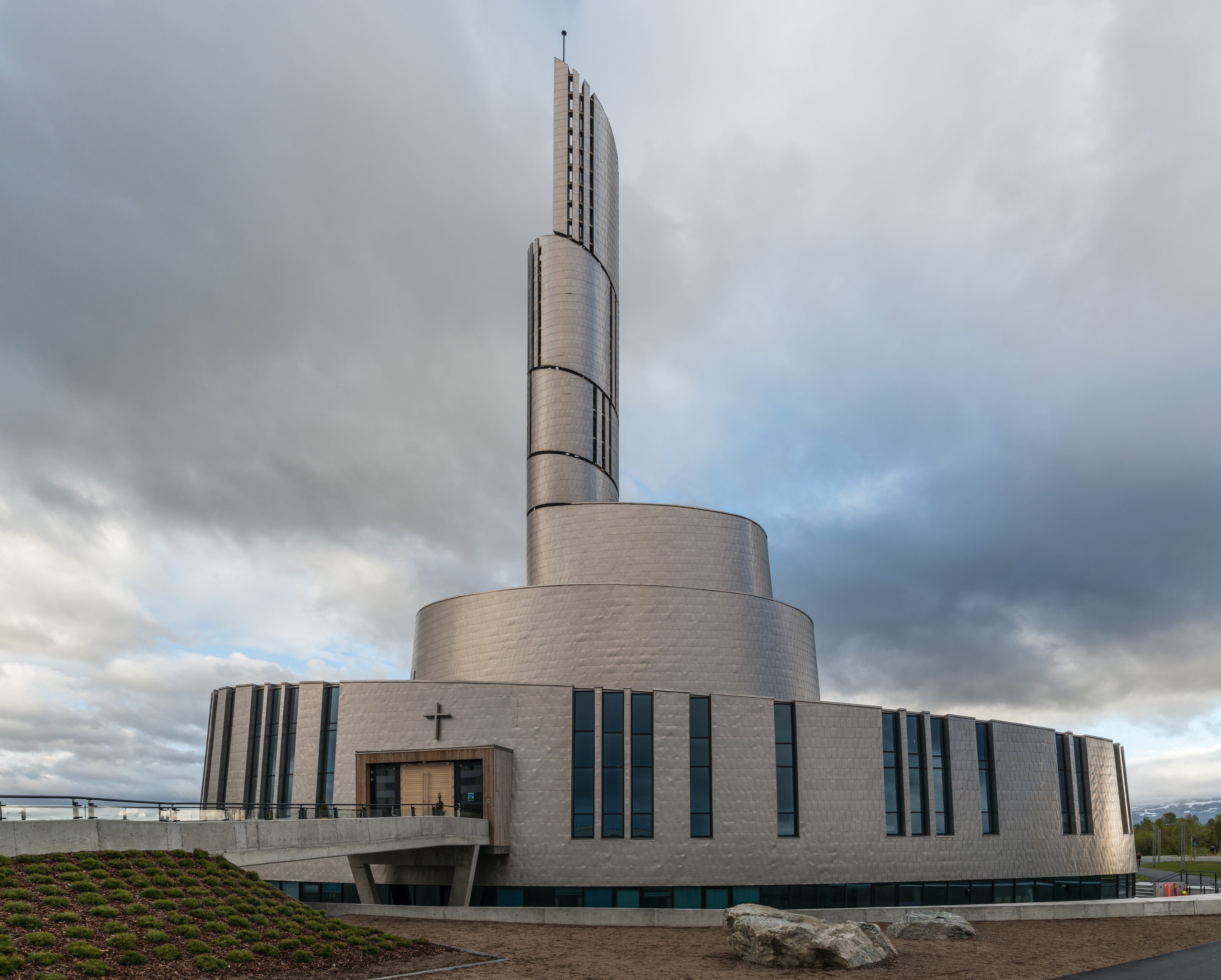
Nordlichtkathedrale Alta

Die Nordlichtkathedrale – Alta-Kirche ist die größte Kirche der nordnorwegischen Stadt Alta. Das Sakralgebäude der Norwegischen Kirche wurde 2011 bis 2013 nach Plänen von Kolbjørn Jenssen in Zusammenarbeit mit Schmidt, Hammer und Lassen Architects, Århus, erbaut und am 10. Februar 2013 durch Bischof Per Oskar Kjølaas in Anwesenheit von Kronprinzessin Mette-Marit und zahlreicher Vertreter des öffentlichen Lebens eingeweiht.

## Geschichte
Der Grundstein der Nordlichtkathedrale wurde an Silvester 1999 von der Bürgermeisterin Eva Nielsen und dem Gemeindepfarrer Olav Øygard gelegt. Am selben Tag bekam Alta den offiziellen Status als Stadt verliehen (Stadt der Nordlichter). Der Grundstein wurde einige Jahre später wieder entfernt, da der Kirchenbauplatz verschoben wurde. Am 18. August 2012 erfolgte eine neuerliche Grundsteinlegung, mit überarbeitetem Inhalt, durch Pfarrer Olav Øygard und Monica Nielsen (Tochter von Eva Nielsen). Einen zusätzlichen Grundstein legten die neue Bürgermeistereien Laila Davidsen und Bischof Per Oskar Kjølaas. Beide Grundsteine im vorderen Kirchenfundament enthalten unter anderem eine Bibel, ein Gesangbuch, das Sami Neue Tastament, ein Gemeindeblatt und Zeitungen, offizielle Münzsets von 1999 sowie 2012, Zeichnungen und Kostenübersichten, Bilder und Informationen.
Der Name „Nordlichtkathedrale Alta Kirche“ wurde vom Bistum Nord-Hålogaland am 11. April 2012 gewählt. Bereits 1999, als Alta den Namen „Stadt der Nordlichter“ annahm, verwendete man den Namen „Nordlichtkathedrale“. Dennoch dauerte es einige Jahre, bis der Name offiziell akzeptiert und genehmigt wurde.

## Architektur
Die Kirche ist ganz aus Beton gebaut und außen mit Titanplatten verkleidet. Die Altarwand wurde mit einer blauen Lasur behandelt, um die davor stehende Christusfigur besser zur Geltung zu bringen.
Auch das Innere der Kirche ist aus Beton, alle Holzdetails, Stühle und der Fußboden sind aus massiver Eiche. Die Innenwände der Kirche wurden mit insgesamt 800 Metern vertikalen Leisten verkleidet, die durch Leuchtdioden beleuchtet sind. Dadurch entsteht ein warmes und sanftes Licht. Somit tragen die Leisten gleichermaßen zu einer angenehmen Atmosphäre und zu einer guten Akustik bei.

## Einrichtung

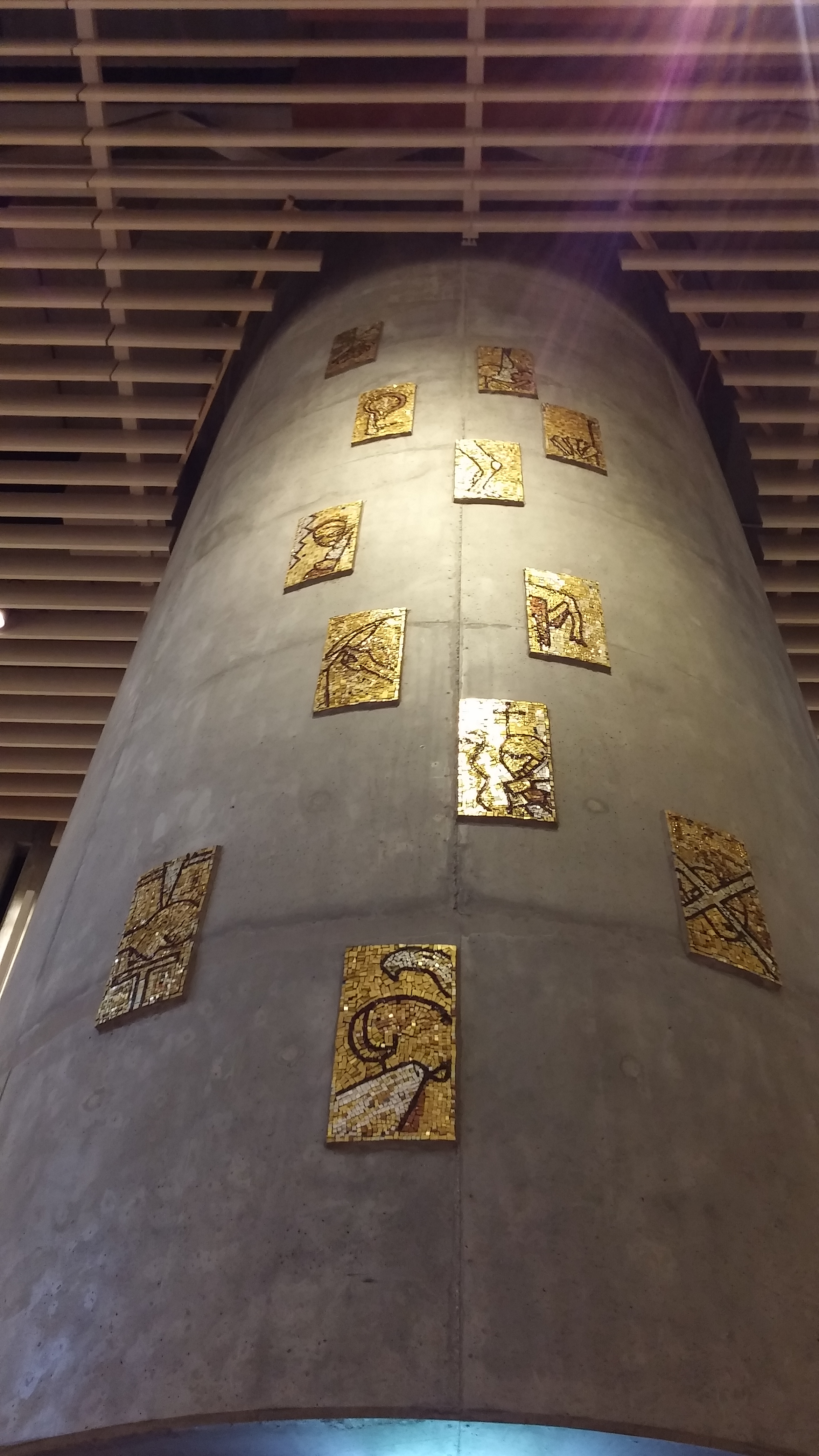
Die 12 Apostel

Die Innenausstattung schuf der Künstler Peter Brandes aus Dänemark. Die 4,3 Meter hohe Christusfigur ist aus Bronze gegossen und wiegt einschließlich Sockel ungefähr zwei Tonnen. Die Patina ist so gearbeitet, dass die Figur unten dunkler ist und nach oben heller bis golden wird, um symbolisch Gottes Licht zu reflektieren.

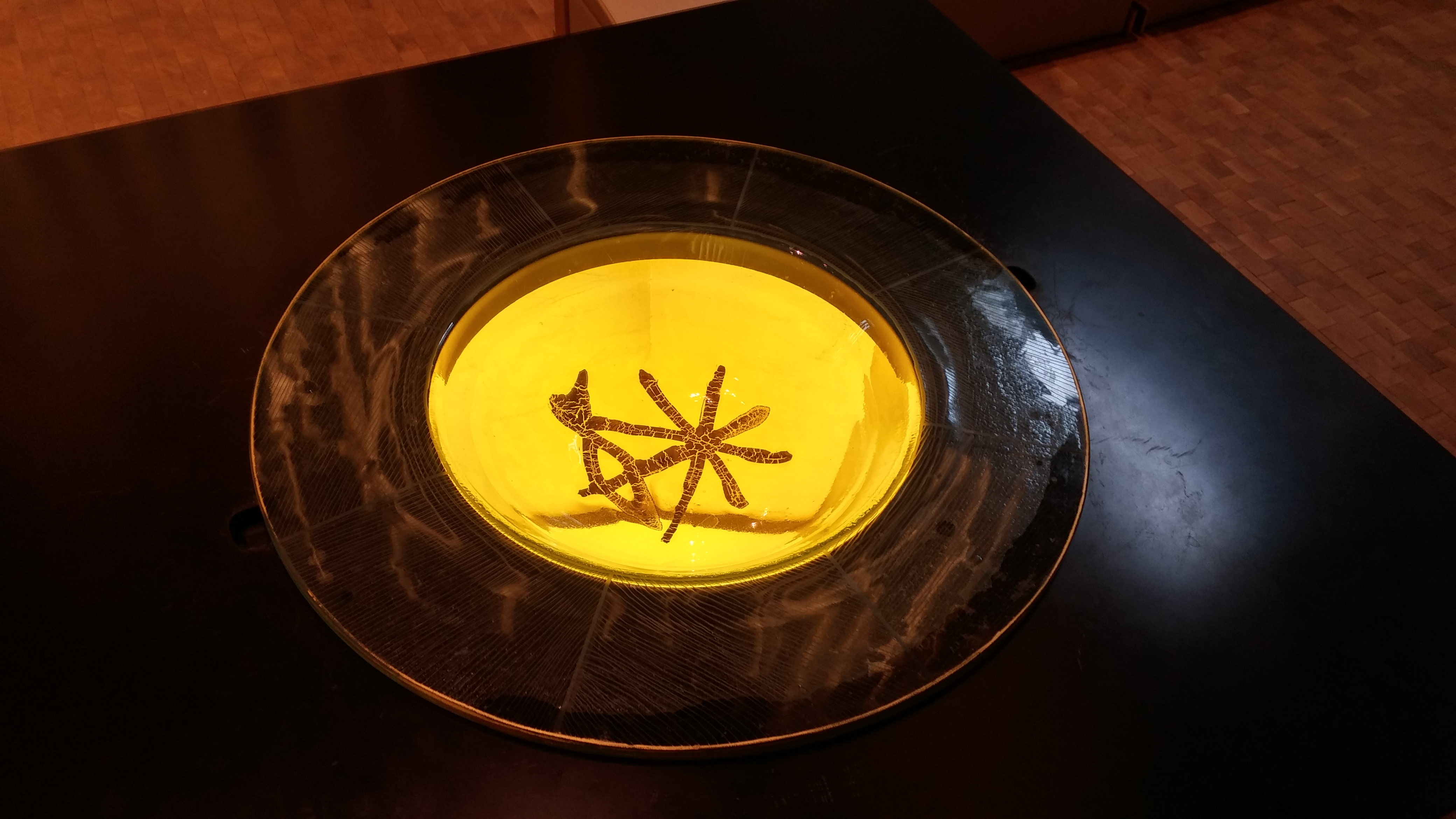
Taufbecken

Das Taufbecken ist aus Marmorstuck in 32 verschiedenen Blautönen und einem glasklaren Becken. In der Mitte des Beckens sind der Stern von Bethlehem, für Gott den Vater, und ein Fisch, für Christus, in Gold abgebildet. Am Beckenrand sind Taubenfedern dargestellt, um den Heiligen Geist zu versinnbildlichen.

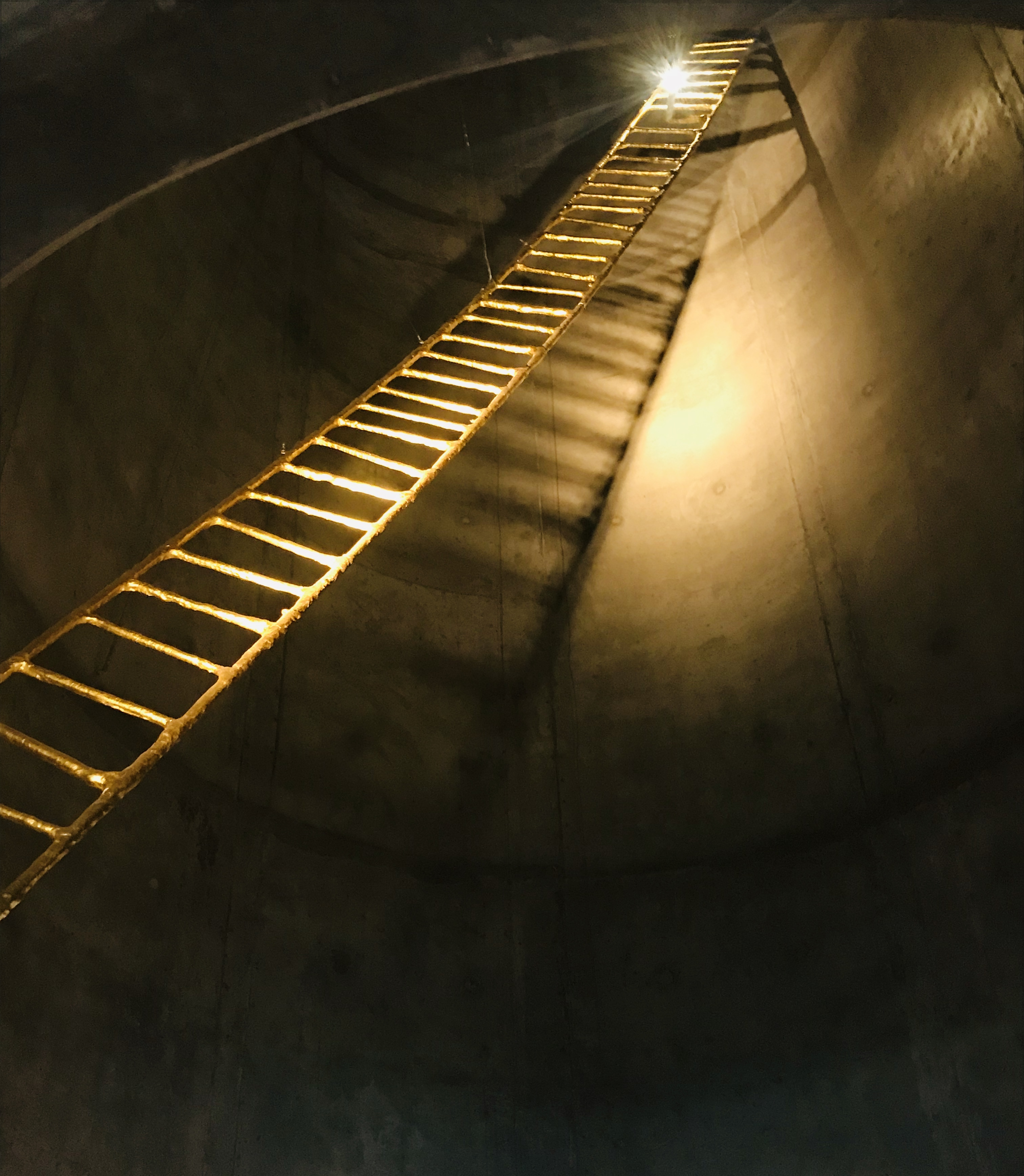
Die Jakobsleiter im Innenturm

Eine goldene Jakobsleiter hängt im 7,5 Meter hohen Innenturm. Der Turm ist außerdem ein Lichttunnel, durch den man gehen kann. Auf der Außenseite des Lichttunnels sind in goldenen Mosaiken die zwölf Apostel abgebildet.

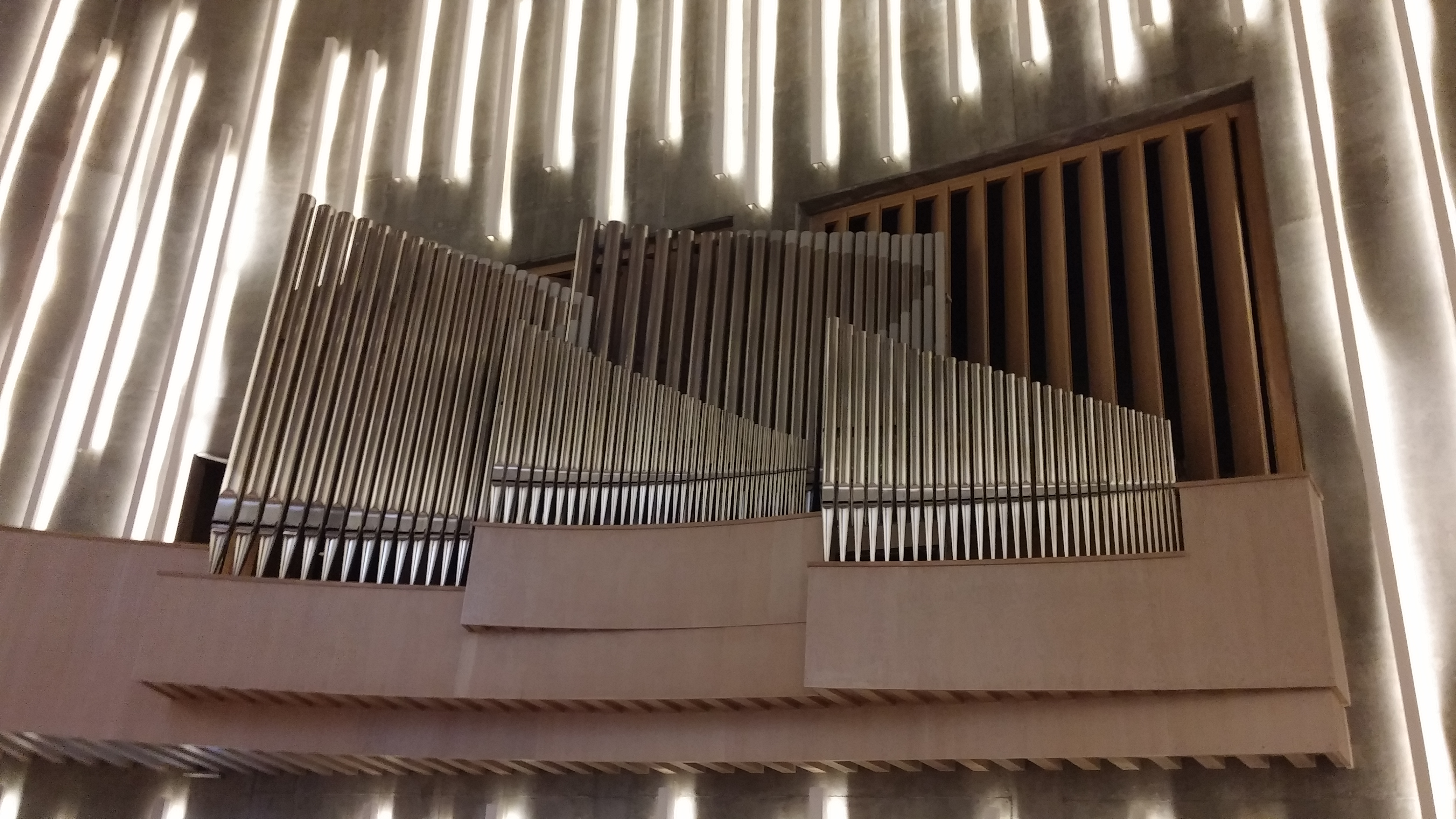
Orgel

Die Orgel wurde am Palmsonntag 2014 eingeweiht und ist ein Geschenk des Energieversorgungsunternehmens Alta Kraftlag. Der schwedische Orgelbauer Grönlund baute sie mit 29 Registern und 1800 Pfeifen.
- Hauptwerk: Bordun 16′, Principal 8′, Flute harmonique 8′, Gedakt 8′, Gamba 8′, Oktav 4′, Fløyte 4′, Kvint 2 2/3′, Ters 1 3/5′, Oktav 2′, Mixtur IV, Cromorne 8′
- Schwellwerk: Rørfløyte 8′, Salicional 8′, Voix Celeste 8′, Principal 4′, Flauto travers 4′, Waldfløyte 2′, Kvint 1 1/3′, Mixtur III–VI, Trompette harmonique 8′, Obo 8′, Vox Humana 8′
- Pedal: Subbas 16′, Oktav 8′, Gedakt 8′, Oktav 4′, Basun 16′, Trompet 8′
- Koppeln: II/I (auch als Sub- und Superoktavkoppeln), I/P, II/P

Zusätzlich gibt es einen Konzertflügel der Firma Steinway & Sons, gestiftet von der nordnorwegischen Sparebank.
Die Inschrift der einen Kirchenglocke formuliert die Vision der Alta Gemeinde: „Nahe an Gott – Nahe am Menschen. Wir wollen: Gebend – Fürsorgend – Hoffnungsbringend sein.“ Auf der anderen steht: „Gottes Segen über Berg und Tal, lass es wachsen, wo wir bauen und leben“, eine Psalmstrophe aus dem nordnorwegischen Weihnachtsgesangbuch von Trygve Hoff. Die Glocken wurden von Olsen Nauen Klokkestøperi AS aus Tønsberg gegossen. Auch sie sind eine Spende der nordnorwegischen Bank Sparebank1 Nord-Norge.
Der Altar besteht ebenfalls aus Beton, er wurde mit Marmorstuck veredelt und greift in der Randverzierung die goldenen Mosaike wieder auf.
Das Rednerpult ist aus Messing und Marmorstuck gefertigt und wurde mit Bildern der vier Evangelisten Matthäus,  Markus, Lukas und Johannes verziert. Dazu gibt es einen geschwungenen Kerzenturm, der zu Gottesdiensten und Taufen angezündet wird. Er wurde von Per Buvik und einer In Alta ansässigen Firma gestaltet.
Eine Patene (Hostienschale), eine Hostiendose, ein großer, ein kleiner und sechzig kleinere Kelche gehören zum so genannten Kirchensilber, das von Sunniva Juhls der Silberschmiede Juhls Silver Gallery in Kautokeino entworfen und dort gefertigt wurde. Es besteht aus 925er Silber, das mit Gold-Mosaik verziert ist. Zum fünfjährigen Jubiläum der Kathedrale im Jahr 2018 wurde es erstmals genutzt.